# (33251) 1998 HS24
1998 إتش أس 24 (ويعرف أيضًا باسم (33251) 1998 إتش أس 24 وفق تسمية الكوكب الصغير) (بالإنجليزية: 1998 HS24)‏ هو كويكب ضمن حزام الكويكبات؛ وترتيبه 33251 من حيث الاكتشاف.
اكتُشف هذا الجُرم الفلكي بواسطة Thierry Pauwels ‏ في 22 أبريل 1998.

## وصلات خارجية
- (33251) 1998 HS24 في قاعدة بيانات مختبر الدفع النفاث لأجرام النظام الشمسي الصغيرة

- الاكتشاف · مخطط المدار ·  العناصر المدارية · المعلمات المادية

- (33251) 1998 HS24 على موقع ويكي سكاي: DSS2, SDSS, GALEX, IRAS, Hydrogen α, X-Ray, Astrophoto, Sky Map, Articles and images